# Nazionale femminile di pallamano dell'Ucraina
La nazionale di pallamano femminile dell'Ucraina rappresenta l'Ucraina nelle competizioni internazionali di pallamano femminile e la sua attività è gestita dalla federazione di pallamano dell'Ucraina (in ucraino Федерація Гандболу України?). La rappresentativa vanta un 3º posto ai Giochi olimpici e un secondo posto ai campionati continentali, a cui partecipa dal 1994.

## Competizioni principali

### Olimpiadi
- Atene 2004:  3º posto

### Mondiali
- 1995: 9º posto
- 1999: 13º posto
- 2001: 18º posto
- 2003: 4º posto
- 2005: 10º posto
- 2007: 13º posto
- 2009: 17º posto

### Europei
- 1994: 11º posto
- 1996: 9º posto
- 1998: 7º posto
- 2000:  2º posto
- 2002: 12º posto
- 2004: 6º posto
- 2008: 10º posto
- 2010: 12º posto
- 2012: 14º posto
- 2014: 16º posto